# Chłypniwka
Chłypniwka (ukr. Хлипнівка) – wieś na Ukrainie, w obwodzie czerkaskim, w rejonie zwinogródzkim, w hromadzie Zwinogródka. W 2001 liczyła 599 mieszkańców, spośród których 590 wskazało jako ojczysty język ukraiński, a 9 rosyjski.